# Odontanthias flagris
Odontanthias flagris is een straalvinnige vissensoort uit de familie van zaag- of zeebaarzen (Serranidae). De wetenschappelijke naam van de soort werd voor het eerst geldig gepubliceerd in 1975 door Yoshino & Araga.